# Teploozërsk
Teploozërsk (in lingua russa Теплоозёрск) è un centro abitato dell'Oblast' autonoma ebraica, situato nell'Oblučenskij rajon.